# AVN Award

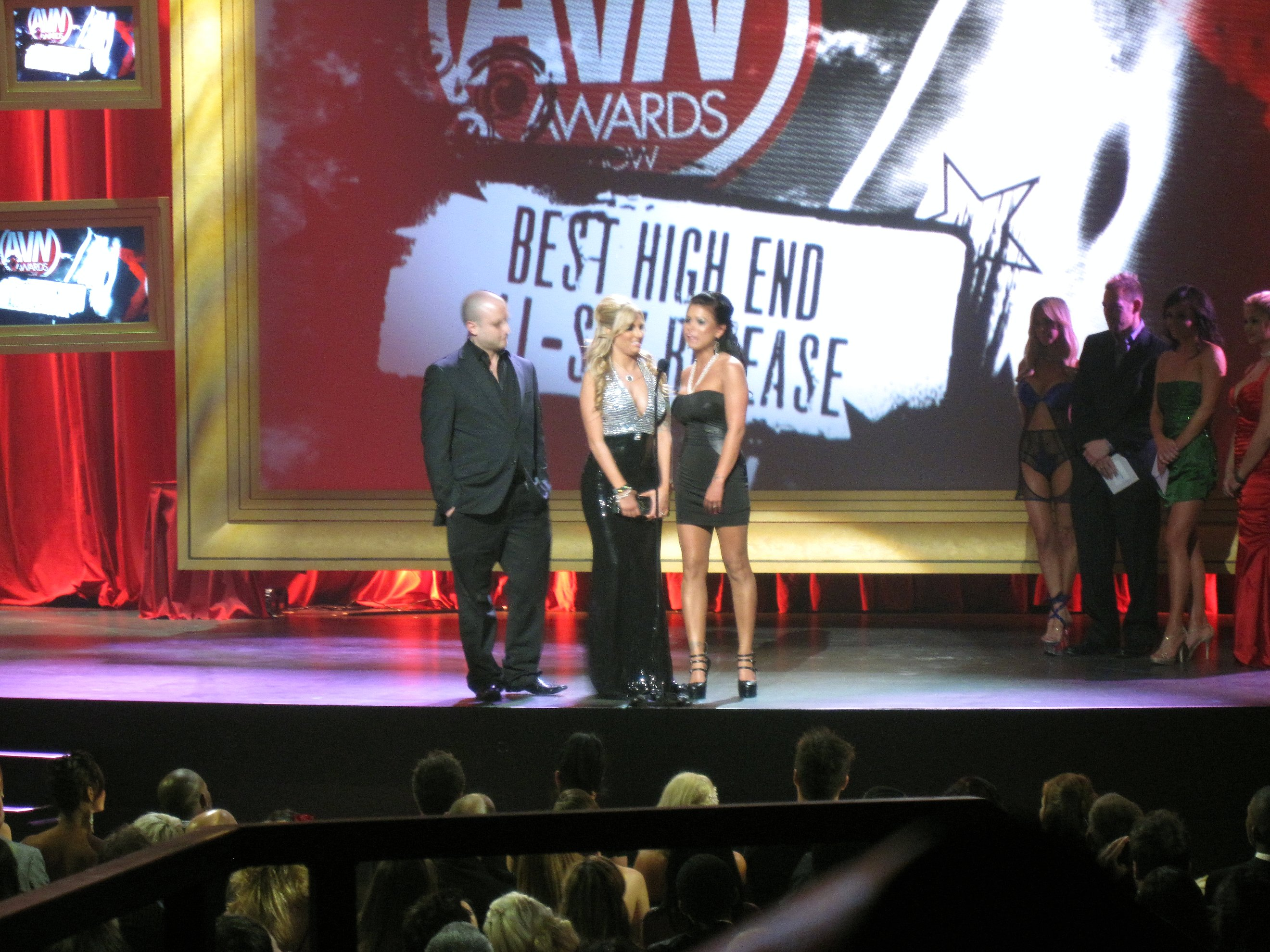
AVN Award

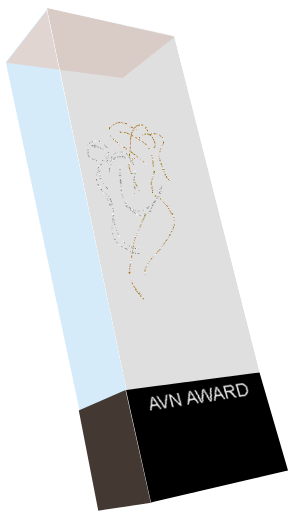

AVN Award este un premiu care se acordă anual în Las Vegas, celor mai reușite video sau filme erotice. AVN este o abreviere pentru "Adult Video News". De AVN, care are sediul în Chatsworth, California, aparțin magazinele Print și Online, ca și diferite târguri de comsum.

## Lista premiaților

### Performer Awards

#### Best New Starlet
- 1984: Rachel Ashley
- 1985: Ginger Lynn
- 1986: Angel
- 1987: Barbara Dare
- 1988: Samantha Strong
- 1989: Aja
- 1990: Victoria Paris und Tori Welles
- 1991: Jennifer Stewart
- 1992: Savannah
- 1993: Alex Jordan
- 1994: Shayla LaVeaux
- 1995: Kylie Ireland
- 1996: Jenna Jameson
- 1997: Missy
- 1998: Johnni Black
- 1999: Alisha Klass
- 2000: Bridgette Kerkove
- 2001: Tera Patrick
- 2002: Violet Blue
- 2003: Jenna Haze
- 2004: Stormy
- 2005: Cytherea
- 2006: McKenzie Lee
- 2007: Naomi
- 2008: Bree Olson
- 2009: Stoya
- 2010: Kagney Linn Karter

#### Best Male Newcomer
(acordat din 2003)
- 2003: Nick Manning
- 2004: Ben English
- 2005: Tommy Gunn
- 2006: Scott Nails
- 2007: Tommy Pistol
- 2008: Alan Stafford
- 2009: Anthony Rosano
- 2010: Dane Cross

#### Female Performer of the Year
(acordat din 1993)
- 1993: Ashlyn Gere
- 1994: Debi Diamond
- 1995: Asia Carrera
- 1996: Kaitlyn Ashley
- 1997: Missy
- 1998: Stephanie Swift
- 1999: Chloe
- 2000: Inari Vachs
- 2001: Jewel De'Nyle
- 2002: Nikita Denise
- 2003: Aurora Snow
- 2004: Ashley Blue
- 2005: Lauren Phoenix
- 2006: Audrey Hollander
- 2007: Hillary Scott
- 2008: Sasha Grey
- 2009: Jenna Haze
- 2010: Tori Black

#### Male Performer of the Year
(acordat din 1993)
- 1993: Rocco Siffredi
- 1994: Jonathan Morgan
- 1995: Jon Dough
- 1996: Rocco Siffredi
- 1997: T.T. Boy
- 1998: Tom Byron
- 1999: Tom Byron
- 2000: Lexington Steele
- 2001: Evan Stone
- 2002: Lexington Steele
- 2003: Lexington Steele
- 2004: Michael Stefano
- 2005: Manuel Ferrara
- 2006: Manuel Ferrara
- 2007: Tommy Gunn
- 2008: Evan Stone
- 2009: James Deen
- 2010: Manuel Ferrara

#### Female Foreign Performer of the Year
(acordat din 2003)
- 2003: Rita Faltoyano
- 2004: Mandy Bright
- 2005: Katsuni
- 2006: Katsuni
- 2007: Katsuni
- 2008: Monica Mattos
- 2009: Eve Angel
- 2010: Aletta Ocean

#### Male Foreign Performer of the Year
(acordat din 2003)
- 2003: Rocco Siffredi
- 2004: Manuel Ferrara
- 2005: Steve Holmes
- 2006: Steve Holmes
- 2007: Jean Val Jean
- 2008: David Perry
- 2009: Rocco Siffredi
- 2010: Toni Ribas

#### Trans-sexual Performer of the Year
(acordat din 2004)
- 2004: Vaniity
- 2005: Vicky Richter
- 2006: Gia Darling
- 2007: Buck Angel
- 2008: Allanah Starr
- 2009: Wendy Williams
- 2010: Kimber James

#### Best Actress – Film
- 1984: Sharon Mitchell – Sexcapades
- 1985: Pamela Mann – X Factor
- 1986: Sheri St. Clair – Corporate Assets
- 1987: Colleen Brennan – Getting Personal
- 1988: Krista Lane – Deep Throat II
- 1989: Ona Zee – Portrait of an Affair
- 1991: Hyapatia Lee – The Masseuse
- 1992: Jeanna Fine – Hothouse Rose
- 1993: Ashlyn Gere – Chameleons
- 1994: Roxanne Blaze – Justine
- 1995: Ashlyn Gere – The Masseuse 2
- 1996: Jeanna Fine – Skin Hunger
- 1997: Melissa Hill – Penetrator 2: Grudgefuck Day
- 1998: Dyanna Lauren – Bad Wives
- 1999: Shanna McCullough – Looker
- 2000: Chloe – Chloe
- 2001: Raylene – Artemesia
- 2001: Taylor Hayes – Jekyll and Hyde
- 2002: Ginger Lynn – Taken
- 2003: Taylor St. Clair – The Fashionistas
- 2004: Savanna Samson – Looking In
- 2005: Jenna Jameson – The Masseuse
- 2006: Savanna Samson – The New Devil in Miss Jones
- 2007: Jessica Drake – Manhunters
- 2008: Penny Flame – Layout

#### Best Actress – Video
- 1986: Ginger Lynn – Project Ginger
- 1987: Nina Hartley – Debbie Duz Dishes
- 1988: Shanna McCullough – Hands Off
- 1989: Barbara Dare – Naked Stranger
- 1990: Sharon Kane – Bodies in Heat – The Sequel
- 1991: Lauren Brice – Married Women
- 1992: Ona Zee – The Starlet
- 1993: Ashlyn Gere – Two Women
- 1994: Leena – Blinded by Love
- 1995: Ashlyn Gere – Body & Soul
- 1996: Jenna Jameson – Wicked One
- 1997: Jeanna Fine – My Surrender
- 1998: Stephanie Swift – Miscreants
- 1999: Jeanna Fine – Café Flesh 2
- 2000: Serenity – Double Feature!
- 2001: Serenity – M Caught in the Act
- 2002: Sydnee Steele – Euphoria
- 2003: Devinn Lane – Breathless
- 2004: Julia Ann – Beautiful
- 2005: Jessica Drake – Fluff and Fold
- 2006: Janine Lindemulder – Pirates
- 2007: Hillary Scott – Corruption
- 2008: Eva Angelina – Upload

#### Best Actress
(acordat din 2009)
- 2009: Jessica Drake – Fallen
- 2010: Kimberly Kane – The Sex Files: A Dark XXX Parody

#### Best Actor – Film
- 1984: Richard Pacheco – Irresistable
- 1985: Eric Edwards – X Factor
- 1986: Harry Reems – Trashy Lady
- 1987: Mike Horner – Sexually Altered States
- 1988: John Leslie – Firestorm II
- 1989: Robert Bullock – Portrait of an Affair
- 1991: Randy Spears – The Masseuse
- 1992: Buck Adams – Roxy
- 1993: Mike Horner – The Seduction of Mary
- 1994: Mike Horner – Justine
- 1995: Buck Adams – No Motive
- 1996: Mike Horner – Lessons in Love
- 1997: Jamie Gillis – Bobby Sox
- 1998: Steven St. Croix – Bad Wives
- 1999: James Bonn – Models
- 2000: James Bonn – Chloe
- 2001: Evan Stone – Adrenaline
- 2002: Anthony Crane – Beast
- 2003: Brad Armstrong – Falling From Grace
- 2004: Randy Spears – Heart of Darkness
- 2005: Justin Sterling – The Masseuse
- 2006: Randy Spears – Eternity
- 2007: Randy Spears – Manhunters
- 2008: Tom Byron – Layout

#### Best Actor – Video
- 1986: Eric Edwards – Dangerous Stuff
- 1987: Buck Adams – Rockey X
- 1988: Robert Bullock – Romeo and Juliet
- 1989: Jon Martin – Case of the Sensuous Sinners
- 1990: Jon Martin – Cool Sheets
- 1991: Eric Edwards – The Last X-Rated Movie
- 1992: Tom Byron – Sizzle
- 1993: Joey Silvera – The Party
- 1994: Jonathan Morgan – The Creasemaster
- 1995: Steven St. Croix – Chinatown
- 1996: Jon Dough – Latex
- 1997: Jon Dough – Shock
- 1998: Tom Byron – Indigo Delta
- 1999: Michael J. Cox – L.A. Uncovered
- 2000: Randy Spears – Double Feature!
- 2001: Joel Lawrence – Raw
- 2002: Mike Horner – Euphoria
- 2003: Dale DaBone – Betrayed By Beauty
- 2004: Evan Stone – Space Nuts
- 2005: Barrett Blade – Loaded
- 2006: Evan Stone – Pirates
- 2007: Evan Stone – Sex Pix
- 2008: Brad Armstrong – Coming Home

#### Best Actor
(acordat din 2009)
- 2009: Evan Stone – Pirates II: Stagnetti’s Revenge
- 2010: Eric Swiss – Not Married With Children XXX

#### Best Supporting Actress – Film
- 1984: Tiffany Clark – Hot Dreams
- 1985: Lisa De Leeuw – Dixie Ray, Hollywood Star
- 1986: Lisa De Leeuw – Raw Talent
- 1987: Colleen Brennan – Star Angel
- 1988: Tish Ambrose – Firestorm II
- 1989: Nina Hartley – Portrait of an Affair
- 1991: Diedre Holland – Veil
- 1992: Britt Morgan – On Trial
- 1993: Ona Zee – The Secret Garden 1 & 2
- 1994: Tianna – Justine
- 1995: Tyffany Million – Sex
- 1996: Ariana – Desert Moon
- 1997: Shanna McCullough – Bobby Sox
- 1998: Melissa Hill – Bad Wives
- 1999: Chloe – The Masseuse 3
- 2000: Janine – Seven Deadly Sins
- 2001: Chloe – True Blue
- 2002: Julie Meadows – Fade to Black
- 2003: Belladonna – The Fashionistas
- 2004: Dru Berrymore – Heart of Darkness
- 2005: Lezley Zen – Bare Stage
- 2006: Jenna Jameson – The New Devil in Miss Jones
- 2007: Kirsten Price – Manhunters
- 2008: Kylie Ireland – Layout

#### Best Supporting Actress – Video
- 1989: Jacqueline Lorains – Beauty & the Beast
- 1990: Viper – Mystery of the Golden Lotus
- 1991: Nina Hartley – The Last X-Rated Movie
- 1992: Selena Steele – Sirens
- 1993: Melanie Moore – The Party
- 1994: Porsche Lynn – Servin' it Up
- 1995: Kaitlyn Ashley – Shame
- 1996: Jeanna Fine – Dear Diary
- 1997: Julie Ashton – Head Trip
- 1998: Jeanna Fine – Miscreants
- 1999: Katie Gold – Pornogothic
- 2000: Shanna McCullough – Double Feature!
- 2001: Midori – West Side
- 2002: Ava Vincent – Succubus
- 2003: Sydnee Steele – Breathless
- 2004: Brooke Ballentyne – Rawhide
- 2005: Ashley Blue – Adore
- 2006: Stormy Daniels – Camp Cuddly Pines Powertool Massacre
- 2007: Katsuni – Fashionistas Safado: The Challenge
- 2008: Hillary Scott – Upload

#### Best Supporting Actress
(acordat din 2009)
- 2009: Belladonna – Pirates II: Stagnetti’s Revenge
- 2010: Penny Flame – Throat: A Cautionary Tale

#### Best Supporting Actor – Film
- 1984: Richard Pacheco – Nothing to Hide
- 1985: John Leslie – Firestorm
- 1986: Ron Jeremy – Candy Stripers II
- 1987: Joey Silvera – She's So Fine
- 1988: Michael Gaunt – Firestorm II
- 1989: Jamie Gillis – Pretty Peaches II
- 1990: Rick Savage – Bedman and Throbbin
- 1991: John Martin – Pretty Peaches 3
- 1992: Jon Dough – Brandy & Alexander
- 1993: Joey Silvera – Face Dance, Parts I & II
- 1994: Steve Drake – Whispered Lies
- 1995: Jon Dough – Sex
- 1996: Steven St. Croix – Forever Young
- 1997: Tony Tedeschi – The Show
- 1998: Wilde Oscar – Doin' the Ritz
- 1999: Michael J. Cox – Models
- 2000: Michael J. Cox – Seven Deadly Sins
- 2001: Randy Spears – Watchers
- 2002: Herschel Savage – Taken
- 2003: Mr. Marcus – Paradise Lost
- 2004: Steven St. Croix – Looking In
- 2005: Rod Fontana – The 8th Sin
- 2006: Randy Spears – Dark Side
- 2007: Kurt Lockwood – To Die For
- 2008: Randy Spears – Flasher

#### Best Supporting Actor – Video
- 1989: Richard Pacheco – Sensual Escape
- 1990: Rick Savage – Bedman and Throbbin
- 1991: Ron Jeremy – Playin' Dirty
- 1992: Mike Horner – Bite
- 1993: Tony Tedeschi – Smeers
- 1994: Randy Spears – Haunted Nights
- 1995: Jonathan Morgan – The Face
- 1996: Alex Sanders – Dear Diary
- 1997: Tony Tedeschi – Silver Screen Confidential
- 1998: Dave Hardman – Texas Dildo Masquerade
- 1999: Jamie Gillis – Forever Night
- 2000: Tom Byron – LA 399
- 2001: Wilde Oscar – West Side
- 2002: Mike Horner – Wild Thing
- 2003: Randy Spears – Hercules
- 2004: Randy Spears – Space Nuts
- 2005: Randy Spears – Fluff and Fold
- 2006: Tommy Gunn – Pirates
- 2007: Manuel Ferrara – She Bangs
- 2008: Barrett Blade – Coming Home

#### Best Supporting Actor
(acordat din 2009)
- 2009: Ben English – Pirates II: Stagnetti’s Revenge
- 2010: Tom Byron – Throat: A Cautionary Tale

#### Contract Star of the Year
(2007 acordată din)
- 2007: Stormy Daniels

#### Crossover Star of the Year bzw. The Jenna Jameson Crossover Star of the Year
- 2006: Jenna Jameson
- 2007: Jenna Jameson
- 2008: Stormy Daniels
- 2009: Katie Morgan
- 2010: Sasha Grey

#### Breakthrough Award
(nur 1997–1999 acordată din)
- 1997: Steve Perry – für Ben Dover series
- 1998: Steve Orenstein
- 1999: Alex Sanders

#### Best Non-Sex Performance
- 1989: Jose Duval – Pillowman
- 1990: Nick Random – True Love
- 1991: Jose Duval – Oh, What a Night
- 1992: Carl Esser – On Trial
- 1993: J.B. – Dirty Little Mind of Martin Fink
- 1994: Jonathan Morgan – Haunted Nights
- 1995: E.Z. Ryder – Erotika
- 1996: Veronica Hart – Nylon
- 1997: Scotty Schwartz – Silver Screen Confidential
- 1998: Jamie Gillis – New Wave Hookers 5
- 1999: Robert Black – The Pornographer
- 2000: Anthony Crane – Double Feature!
- 2001: Rob Spallone – The Sopornos
- 2002: Paul Thomas – Fade to Black
- 2003: Tina Tyler – The Ozporns
- 2004: Allan Rene – Opera
- 2005: Mike Horner – The Collector
- 2006: William Margold – Dark Side
- 2007: Bryn Pryor – Corruption
- 2008: Bryn Pryor – Upload
- 2009: Nina Hartley – Not Bewitched XXX
- 2010: Thomas Ward – Not the Cosbys XXX

#### Best Tease Performance
- 1990: Tracey Adams – Adventures Of Buttman
- 1991: Chantelle – Bend Over Babes
- 1992: Tianna – Indian Summer
- 1993: Racquel Darrian – Bonnie and Clyde
- 1994: Tianna – Justine
- 1995: Christina Angel – Dog Walker
- 1996: Christy Canyon – Comeback
- 1997: Janine – Extreme Close-Up
- 1998: Silvia Saint – Fresh Meat 4
- 1999: Ava Lustra – Leg Sex Dream
- 2000: Dahlia Grey – Playthings
- 2001: Jessica Drake – Shayla's Web
- 2002: Tera Patrick – Island Fever
- 2003: Belladonna – The Fashionistas
- 2004: Michelle Wild – Crack Her Jack
- 2005: Vicky Vette – Metropolis
- 2006: Katsuni – Ass Worship 7
- 2007: Amy Ried – My Plaything …: Amy Ried
- 2008: Brianna Love – Brianna Love: Her Fine Sexy Self
- 2009: Jenna Haze – Pretty as They Cum
- 2010: Tori Black – Tori Black Is Pretty Filthy

#### Underrated Starlet of the Year (Unrecognized Excellence)
(acordată din 2007)
- 2007: Mika Tan

#### Unsung Starlet of the Year
(acordată din 2008)
- 2008: Gianna
- 2009: Amber Rayne
- 2010: Shawna Lenee

#### Unsung Male Performer of the Year
(acordată din 2009)
- 2009: Charles Dera
- 2010: Derrick Pierce

#### Best New Web Starlet
(acordată din 2010)
- 2010: Lexi Belle

#### Web Starlet of the Year
(acordată din 2010)
- 2010: Sunny Leone

#### MILF/Cougar Performer of the Year
(acordată din 2010)
- 2010: Julia Ann